# Oscar College
Il College era un ciclomotore con telaio monotubolare prodotto dalla casa bolognese Oscar a partire dalla seconda metà degli anni sessanta.
La prima versione era monomarcia, mentre il modello Mister College disponeva di un cambio a 4 rapporti, entrambi con motori a due tempi da 49cm³, prodotti dalla Franco Morini. La prima versione non montava sospensioni posteriori (telaio rigido) con avviamento a pedali che si potevano utilizzare, anche se con grande fatica, a mo' di bicicletta. In seguito sempre con motore Franco Morini a quattro marce e testa piccola venne il Mister College, sempre con telaio rigido posteriore con silenziatore di scarico sotto al motore e due piccoli tubi di sfiato dei gas. Successivamente venne il primo prototipo, dapprima anch'egli rigido ma con silenziatore con tubini lunghi, inconfondibile il "sound", un grosso pneumatico posteriore lo caratterizzava per le maggiori prestazioni, unitamente al cambio di carburatore (da 14/12 a 19 Dell'Orto).
La serie proseguì con la variabile delle sospensioni posteriori, motore a testa maggiorata, silenziatore sul lato destro con griglia a fori antiscottature; si passò quindi alla testa motore radiale (come voleva la moda!)ma senza aumento prestazionale (per maggiorare le prestazioni ci si rivolgeva a "maghi dell'elaborazione che vendevano motori già elaborati in cassetta-kit e marmitta ad espansione aperta con silenziatore asportabile (!!!).
Il canto del cigno fu la serie finale con sospensioni posteriori inclinate di 30 gradi e diverso attacco sul telaio delle medesime. A livello qualitativo non ci furono concorrenti a quei tempi ed ogni componente valeva almeno il triplo della concorrenza (mozzi ruote, cerchi, copertoni, sospensioni ecc.).
Fu tentato un esperimento maggiorando il telaio dotato di una estensione per maggior capienza di carburante e montando un motore di 110 cc sempre a due tempi della Franco Morini e marmitta alta tipo cross, ma senza grande successo (alti consumi, scarsa frenata e impossibile caricare la morosa se non su uno scomodo portapacchi).
Il "Mister College" è considerato il capostipite dei "tuboni".